# زیردریایی یو-۴۱ (۱۹۳۹)
زیردریایی یو-۴۱ (۱۹۳۹) (به انگلیسی: German submarine U-41 (1939)) یک زیردریایی بود که طول آن ۷۶٫۵ متر (۲۵۱ فوت) و ارتفاع آن ۹٫۴ متر (۳۰ فوت ۱۰ اینچ) بود. این زیردریایی در سال ۱۹۳۹ ساخته شد.